# سه زن بلندبالا
سه زن بلندبالا (انگلیسی: Three Tall Women) نام نمایش‌نامه‌ای از ادوارد آلبی نمایش‌نامه‌نویس نامدار آمریکایی است که سومین جایزه پولیتزر را در سال ۱۹۹۴ برای او به ارمغان آورد. این اثر برای اولین بار در سال ۱۹۹۱ به کارگردانی خود آلبی در وین بر روی صحنه رفت.